# Beni-Hammad-Festung
Die Festung der Beni Hammad (arabisch قلعة بني حماد, DMG Qalʿat Banī Ḥammād) sind die Ruinen einer muslimischen Bergfestung aus dem 11. Jahrhundert in der Provinz M'Sila im Norden Algeriens.

## Lage
Die Ruinenstätte befindet sich knapp 300 km südöstlich von Algier in der Nähe der Provinzhauptstadt M'Sila an einem Berghang auf etwa 1000 bis 1050 m Höhe.

## Geschichte
Bereits in römischer Zeit war die Stätte bewohnt: Ende des 19. Jahrhunderts wurde ein Mosaik mit der Darstellung des „Triumphs des Amphitrion“ gefunden, welches sich heute im Archäologischen Museum von Algier befindet.
Die ehemals bedeutende islamische Festungsstadt mit einem Mauerumfang von sieben Kilometern wurde 1007 durch Hammad, Sohn des Begründers der Hammadiden-Dynastie (arabisch Banu Hammad) in Algerien, als Haupt- und Residenzstadt gegründet. In der Folgezeit wurde sie reich mit einer Moschee sowie Palast- und Wohnbauten ausgestattet. Während ihres Bestehens war sie die Hauptstadt der hammadidischen Emire. Der Geograph El Bekri beschreibt die Stadt im 11. Jahrhundert – ohne jedoch selbst jemals dort gewesen zu sein – als ein „Zentrum des Handels, das alle Karawanen aus dem Irak, aus Ägypten und Syrien und aus allen Teilen des Maghreb aufsuchen“. Im Jahr 1090 wurde die Siedlung allerdings unter dem Druck der Banu-Hilal-Beduinenstämme aufgegeben und 1152 (oder 1163) von den Almohaden weitgehend zerstört. Für archäologisch Interessierte bietet sich das Bild einer befestigten muslimischen Stadt der damaligen Zeit, von der allerdings nur noch die Grundmauern erhalten sind.

## Moschee
Die Grundmauern der etwa 63 × 53 Meter großen Hauptmoschee mit ihren 13 Längs- und 8 Querschiffen und dem – unmittelbar vor dem Minarett befindlichen – Innenhof (sahn) sind noch erkennbar. Demzufolge handelte es sich um eine Säulenmoschee wie sie in der al-Aksa-Moschee (Jerusalem), der Umayyaden-Moschee (Damaskus), der Sidi-Oqba-Moschee (Kairouan) und der Mezquita de Córdoba vorgebildet war – mit leicht verbreitertem Mittelschiff und Querschiff unmittelbar vor der Qibla-Wand, weshalb man von einem T-förmigen Grundriss sprechen kann. Vor der Mihrab-Nische befand sich ein – den Angehörigen der Herrscherfamilie vorbehaltener – abgegrenzter Bereich (maqsura); links neben der Mihrab-Nische lag der separate Eingang für den Imam, rechts befand sich das Gefach für den Minbar. Die Bauzeit der Moschee ist nicht überliefert – wahrscheinlich ist die 2. Hälfte des 11. Jahrhunderts, da nach der (vorübergehenden) Aufgabe der Stadt im Jahr 1090 kaum noch mit größeren Bautätigkeiten zu rechnen ist.

## Minarett

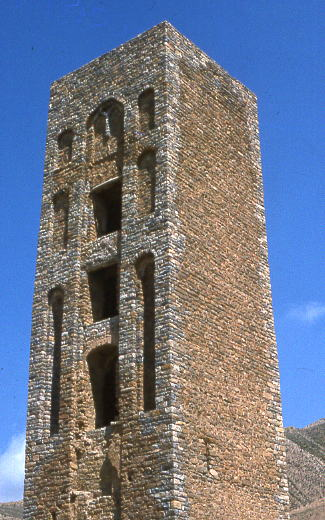
Minarett aus der Nähe

Von den vielen Bauten der einstmals bedeutenden Stadt hat sich nur das aus Hausteinen errichtete, im Grundriss strikt quadratische Minarett der Hauptmoschee mit seiner heutigen Höhe von etwa 25 m in wesentlichen Teilen erhalten; über das Aussehen einer ehemals wohl vorhandenen Laternenaufsatz kann nur spekuliert werden. Das Minarett stand – wie in Kairouan und ursprünglich auch in Córdoba – exakt gegenüber dem Mihrab.
Während drei Außenwände des Turms ungegliedert und undekoriert blieben, ist die der Moschee zugewandte Schaufassade in dekorativer Weise mit Bogennischen versehen und im – zurückgestuften und von einem hohen Bogen überfangenen – Mittelfeld durch Fenster geöffnet. Die mittlere obere – durch Mauerwerk geschlossene – Nische zeigt bis auf den heutigen Tag eine Füllung aus spitzbogigem Blend-'Maßwerk', welches (auf einer Rekonstruktionszeichnung) im Bogenfeld des darunter befindlichen Fensters wiederkehrt. Seitlich sind zwei hohe und schlanke Nischen mit Bogenabschlüssen in das Mauerwerk eingelassen – darüber befinden sich jeweils zwei nur geringfügig vertiefte Felder, in welche (gemäß Rekonstruktionszeichnung) ursprünglich möglicherweise ein Rauten- oder Gitterdekor eingearbeitet war, von dem allerdings nichts erhalten ist.
Auffällig ist die Tatsache, dass die Bogenfelder der Fensteröffnungen bzw. der seitlichen Begleitnischen (noch) nicht – wie in der späteren Kunst des Maghreb und Andalusiens generell üblich – von einem Alfiz ummantelt sind.

## Paläste
Von den beiden bedeutendsten Palästen der Stadt haben sich ebenfalls nur die Grundmauern erhalten.

### Manar-Palast
Der Manar-Palast liegt in einem durch eine Mauer abgetrennten und leicht erhöhten Bereich der Stadt: Es war ein für den Maghreb ungewöhnlicher zweigeschossiger Bau – wahrscheinlich mit einem Kuppelsaal im Obergeschoss. Seine Außenmauern waren durch hohe Nischen gegliedert. Die gesamte Architektur erinnert eher an orientalische Bauten. Im Inneren wurden einige Bruchstücke von Kacheln gefunden – die frühesten im Maghreb und somit ein weiterer Hinweis auf orientalische Einflüsse.

### Dar-al-Bahr-Palast
Der – mehrfach erweiterte – Bau mit einer Gesamtgrundfläche von etwa 250 × 160 m erinnert in seiner Gesamtanlage mit weiträumigen Innenhöfen bzw. Wasserbecken stark an eine römische Villa. Auch hier wurden Kachelreste gefunden.

## Bedeutung
Auch wenn die Almohadenheere auf ihren Eroberungs- und Beutezügen die – in Teilen vielleicht wieder besiedelte – Stadt zerstörten, so übernahmen sie doch weitgehend die dreibahnige Fassadengestaltung des Minaretts der Qal'a für den Neubau des Minaretts der Großen Moschee in Sevilla („Giralda“). Möglicherweise sind die normannischen Sommerpaläste La Zisa und La Cuba bei Palermo (Sizilien) vom Manar-Palast in der Qal'a der Beni Hammad inspiriert worden.
Die archäologische Stätte von Beni Hammad steht seit 1980 auf der Liste des UNESCO-Weltkulturerbes.